# Werner Gans
Werner Gans (* 11. Dezember 1954) ist ein ehemaliger deutscher Fußballspieler.

## Werdegang
Der Abwehrspieler Werner Gans begann seine Karriere beim Hövelhofer SV. Im Sommer 1976 wechselte er zum TuS Schloß Neuhaus aus Paderborn, der gerade aus der Verbandsliga abgestiegen war. Gans schaffte mit seiner Mannschaft den direkten Wiederaufstieg und 1978 die Qualifikation für die neu geschaffene Oberliga Westfalen. Nach einer Vizemeisterschaft 1979 hinter dem SC Herford stieg Gans drei Jahre später mit seiner Mannschaft in die 2. Bundesliga auf. Am 24. August 1982 feierte Gans sein Zweitligadebüt bei der 1:2-Niederlage der Neuhäuser gegen Kickers Offenbach. Nach 19 Zweitligaspielen, in denen ihm kein Tor gelang, stieg Gans mit seiner Mannschaft am Saisonende als Tabellenletzter ab. Er verließ Schloß Neuhaus mit unbekanntem Ziel.